# Trogonophidae
Trogonophidae är en familj av ödlor i underordningen masködlor (Amphisbaenia) med arter som förekommer i Afrikas norra del samt på Arabiska halvön.
Familjens medlemmar påminner liksom andra masködlor mer om maskar än om andra ödlor. Kännetecknande är en avplattad nos och något uppåtriktade ögon. Arterna vistas främst i torr och sandig jord. De blir utan svans 8 till 24 cm långa. Med undantag av Trogonophis wiegmanni lägger honor ägg. Hos Trogonophis wiegmanni föds vanligen fem ungar per kull.

## Släkten och arter
Familjen bildas av fyra släkten med tillsammans 6 arter.
- Agamodon
  - Agamodon anguliceps
  - Agamodon arabicus
  - Agamodon compressus
- Diplometopon
  - Diplometopon zarudnyi
- Pachycalamus
  - Pachycalamus brevis
- Trogonophis
  - Trogonophis wiegmanni